# Vittorio Pica
Vittorio Pica (1864-1930) est un critique d'art, critique littéraire et un essayiste italien, qui fut un grand ami d'Edmond de Goncourt et l'un des cofondateurs de la Biennale de Venise via la revue Emporium.

## Biographie
Vittorio Emmanuele Giuseppe Vincenzo Pica est né à Naples le 21 avril 1864, fils adoptif du politicien Giuseppe Pica, à l'origine de la Legge Pica promulguée en août 1863 et qui visait à réprimer les mouvements séparatistes du Mezzogiorno. Le jeune Vittorio est né des amours de son père avec Anna James, une Anglaise qui avait épousé l'aristocrate italien Luigi de Anna, laquelle emmena son fils un temps en Angleterre.
Revenu à Naples où il est éduqué, âgé de dix-huit ans, il publie un essai sur les Frères Goncourt (Luigi Pierro Editore, Naples, 1882), salué par la critique italienne, en particulier dans les pages du magazine romain Fanfulla della domenica : la carrière littéraire du jeune-homme est lancée. Edmond de Goncourt et lui resteront amis : le diariste offrit à Pica de nombreuses occasions de s'exprimer et de travailler en lien avec les milieux artistiques français : il le présente à Édouard Dujardin et Félix Fénéon, responsables de La Revue indépendante (1884-1895) où il livre des critiques.
Entre 1890 et 1898, il publie une série d'essais portant sur la littérature moderne et l'histoire de l'art, s'intéressant aussi bien à l'Orient qu'aux formes d'expressions occidentales. Francophile, passionné de poésie, il porte son regard sur Paul Verlaine, dès 1885, et Stéphane Mallarmé, avec lesquels il entretient une correspondance ; à Mallarmé, qu'il fréquenta rue de Rome, il reproche ses « regrettables dérives vers une forme d'hermétisme ». Par contrecoup, il fut le premier passeur italien des poèmes d'Arthur Rimbaud. Il collabore aussi à la Revue encyclopédique (Larousse, 1891-1899) et à Il Marzocco (Florence, 1896-1900).

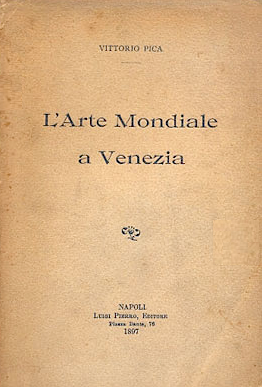
L'Arte Mondiale a Venezia, essai publié en 1897 pour la IIe Biennale.

Il a joué un rôle clé dans la création de la Biennale de Venise, et il en fut le curateur principal de 1901 à 1907 et le secrétaire général jusqu'à la fin des années 1920 ; en 1926, lors de la XVe Biennale, Pica présente aux yeux du public trois tableaux d'Edgar Degas inédits, retrouvés par ses soins à Naples chez les descendants du frère du peintre, qui y avait été banquier.
Proche de la revue d'art illustrée Emporium basée à Bergame, il en devient en 1900 le directeur de la rédaction et y travailla jusqu'à sa mort, produisant de nombreuses monographies sur des artistes (« Collezione di monografie illustrate : Serie Artisti moderni ») pour l'Istituto italiano d'arti grafiche, l'éditeur de la revue. Il a également collaboré à la revue Vita d'Arte (Sienne), et en France à L'Estampe et l'Affiche (Noël Clément-Janin et André Mellerio, Paris) dont il était le correspondant. Proche de Jules Chéret et Roger Marx, il se passionna pour l'affiche artistique.
Toute sa vie, il resta fidèle à son premier éditeur, le napolitain Luigi Pierro (1843-1917) : avec lui, Benedetto Croce, Francesco Saverio Nitti et sept autres intellectuels, il fonde en 1890 la Società dei Nove Musi (Société des neuf muses), un cercle d'intellectuels napolitains particulièrement actifs.
Il meurt à Milan le 1er mai 1930.

## Principaux essais
- All'avanguardia. Studi sulla letteratura contemporanea, Naples, Luigi Pierro, 1890 ; réédition chez Vecchiarelli, 1993.
- Arte aristocratica, Naples, L. Pierro, 1892 — réédition, Edizioni scientifiche italiane, 1995.
- L'arte dell Extremo Oriente, Turin/Rome, L. Roux, 1894.
- L'arte Europea a Venezia, Naples, L. Pierro, 1895.
- Paul Verlaine, 1896.
- Letteratura d'eccezione, Milan, Baldini Castoldi e Co., 1898 ; réédition chez Costa e Nolan, 1987. Six études littéraires sur Paul Verlaine, Stéphane Mallarmé, Maurice Barrès, Anatole France, Francis Poictevin, Joris-Karl Huysmans.
- Attraverso gli albi e le cartelle, Bergame, Istituto italiano d'arti grafiche, trois volumes, 1904-1907.
- Giuseppe De Nittis, l'uomo e l'artista, Milan, Alfieri-Lacroix, 1914.
- Arte ed artisti nella Svezia dei giorni nostri, Milan, Bestetti e Tumminelli, 1915.
- (fr) Atlas de la gravure moderne avec Aniceto del Massa, Florence, Rinascimento del libro, 1928.